# Fukthed
Fukthedar är en typ av hedar som är rika på vatten, men som ändå endast består av låga växter som buskar och gräs. Vegetationen består till stor del av arter av ljung, klockljung, pors, starr och tåg. Fukthedar är mestadels sura, har ett lågt pH-värde, med undantag av exempelvis kalkfukthedar som Stora alvaret på Öland.[källa behövs]
I Sverige finns fukthedar mest vid sötvattensstränder, i anslutning till mossar och i svackor på hedar. I Västeuropa är fukthedar vanliga längs atlantkusten. Fukthedar är ofta resultatet av mänskligt utnyttjande som bete och skogsavverkning.